# 柴門ふみ
柴門 ふみ（さいもん ふみ、1957年1月19日 - ）は、日本の漫画家・エッセイスト。徳島県徳島市出身。
バブル期に著作がトレンディドラマの原作として多く使用される一方で、恋愛エッセイも数多く執筆。恋愛の巨匠、恋愛の教祖とも呼ばれた。ペンネームはポール・サイモンにちなむ。
夫は同じく漫画家の弘兼憲史。弘兼との間に1男1女があり、娘は吉田戦車の『伝染るんです。』の企画に寄稿したこともあり、後にフリーのイラストレーターとなっている。その娘は2019年6月15日にお笑い芸人のカズマ・スパーキンと入籍し、カズマは義理の息子（娘婿）となっている。また、息子も柴門のアシスタントを経て、西倉新久というペンネームで漫画家デビューしている。

## 略歴
徳島県徳島市出身。幼い頃より漫画を描くことが趣味で、一条ゆかりの『デザイナー』などに影響を受ける。徳島市立高等学校卒業後に上京し、お茶の水女子大学文教育学部哲学科に入学。湯田伸子らがいた漫画研究会に所属し、同人誌を精力的に発表する。（当時の筆名はケン吉。同名義で漫画情報誌『ぱふ』に作品を掲載したことがある）。この時期から弘兼憲史のアシスタントを務める（採用当初はあまり絵が上手ではなく、炊事係を任されていた）。
大学卒業後の1979年に、「少年マガジン増刊号」にて「クモ男フンばる!」でデビュー。柴門は当初「カンダタ白書」というタイトルを考えていたが、担当編集者の思い付きで「クモ男…」に無理矢理変更された。
翌1980年に弘兼憲史と結婚した。同年から連載を開始した学園ロマコメ漫画 『P.S. 元気です、俊平』で人気作家となる（ただし編集者（「クモ男…」担当と同一人物）は「浪人生はデカパン」というタイトルを付けようとした）。
女性青年漫画家の草分けの一人。必ずしも「かわいらしくない」絵柄で、リアルな女性像を描く。読者の好き嫌いがはっきりしがちな作家であるが、女性から圧倒的な人気を得る。テレビドラマ化され話題となった作品も多数。また、恋愛のエキスパートとして、『恋愛論』など女性向けのエッセイの著書も多数ある。特に『恋愛論』は恋愛の教科書と絶賛され、当時70万部を売り上げた。
単行本全4巻で250万部以上を売り上げた『東京ラブストーリー』は、1991年にフジテレビでドラマ化され、大ヒットした。柴門の代表作であるだけではなく、以降1990年代の大きな流れとなったトレンディドラマの中核的な作品となった。
2012年、「徳島市観光大使」に就任。

## 受賞歴
- 1983年 第7回講談社漫画賞 - 『P.S. 元気です、俊平』
- 1992年 第37回小学館漫画賞 - 『家族の食卓』、『あすなろ白書』

## 作品リスト

### 漫画作品
- P.S. 元気です、俊平（講談社）
- 僕の唄は君の歌（講談社）
- 愛して・姫子さん（秋田書店 1985年） - 初出は1980年「プレイコミック」で、初期の連載作品。
- 女ともだち（双葉社、1983年 - 1988年）
- さっきまでパパがいた（講談社）
- 同・級・生（小学館、1988年）
- あしたになれば虹は（河出書房新社、1988年）
- 東京ラブストーリー（小学館、1990年 - ）
- 新・同棲時代（小学館、1990年 - ）
- 家族の食卓（小学館、1991年 - 1998年）
- あすなろ白書（小学館、1992年 - 1993年）
- さくらんぼ爆弾（白泉社）
- ビリーブ・ユー 信じる信じない信じたい。（糸井重里との共著、小学館、1992年）
- 少女以上少年未満（講談社）
- Age,35（小学館、1995年）
- お仕事です!（小学館、1996年 - 1998年）
- 非婚家族（小学館、1999年 - ）
- 花の名前 向田邦子漫画館（新潮社、1999年）
- 私を騙した男（小学館、1999年）
- ブックエンド（小学館、1999年 - ）
- 九龍で会いましょう（小学館、2000年）
- みんな君に恋してる（講談社、2003年）
- 11月でも花火
- 結婚オペレーション10to6
- ヴォイス 憂鬱なエスパー（小学館、2004年）
- マイリトルタウン（小学館、2004年）
- 小早川伸木の恋（小学館、2005年 - 2006年）
- 華和家の四姉妹（講談社、2006年 - 2008年）
- アナタとわたしの探偵社（講談社、2007年）
- ザ・ゴールデン（小学館、2008年）
- 悲しみについて僕が知っている二、三の事柄
- はんなり!（小学館、2008年 - 2010年）
- ペンキ木馬の恋人（講談社、2009年）
- 同窓生〜人は、三度、恋をする〜（小学館、2011年 - 2012年）
- 東京ラブストーリー 〜After 25 years〜（小学館、2016年[7][8]）
- 恋する母たち（小学館、2017年[9] - 2020年）
- 薔薇村へようこそ（小学館、2021年[10] - 2024年[11]）
- #レンアイ離婚 #妄想漫画家・恋に落ちる（『JOUR』2024年6月号[12]） - 『#アンソロジー #レンアイ離婚 #異世界オバサン』に収録。
- 離婚したいアナタへ（小学館、2025年[13] - ）

### 著書
- 愛こそがすべて―わたしの幸福論（海竜社、ISBN 4-7593-0268-9）
- いつか大人になる日まで（角川書店、ISBN 4-04-190103-0）
- 最後の恋愛論（秋元康との共著、角川書店、ISBN 4-479-68117-5）
- とっても、愛ブーム（角川書店、ISBN 4-04-883592-0）
- ぶつぞう入門（文藝春秋、ISBN 4-16-358930-9）
- マイリトルNEWS（講談社、ISBN 4-06-273771-X）
- にっぽん入門（文藝春秋、ISBN 978-4-16-368990-6）
- そうだ、やっぱり愛なんだ―50歳からの幸福論（海竜社、ISBN 978-4-7593-1335-2）
- 結婚の嘘（中央公論新社、ISBN 978-4-12-004947-7）

### ウェブCM
- 資生堂 - TSUBAKI「働くワタシの髪事情」（2019年2月25日 - ）[14]

## 映像化作品

### テレビドラマ
TBS
- 女ともだち (1986年7月11日 - 1986年9月26日、主演：古手川祐子）
- 柴門ふみの恋愛論（1991年1月19日、主演：秋吉久美子）
- 新・同棲時代（1998年4月3日、※オムニバス形式）
- P.S. 元気です、俊平 (1999年6月24日 - 9月16日、主演：堂本光一)
- 華和家の四姉妹 (2011年7月10日 - 9月18日、主演：観月ありさ)
- 同窓生〜人は、三度、恋をする〜 (2014年7月10日 - 9月11日、主演：井浦新)
- 恋する母たち (2020年10月23日 - 12月18日、主演：木村佳乃)

フジテレビ
- 同・級・生 (1989年7月3日 - 9月25日、主演：安田成美)
- 東京ラブストーリー (1991年1月7日 - 3月18日、主演：鈴木保奈美・織田裕二)
- 家族の食卓（※オムニバス形式）
  - 「進級テスト」「トランプの家」「二人でランチ」（1992年1月3日）
  - 「天子の梯子」「妻の入院」「シスターズ」（1993年1月3日）
  - 「おもちゃのチャチャチャ」「単身赴任」（1995年1月3日）

- あすなろ白書 (1993年10月11日 - 12月20日、主演：石田ひかり・筒井道隆)
- Age,35 恋しくて (1996年4月18日 - 6月27日、主演：中井貴一)
- お仕事です! (1998年4月16日 - 7月2日、主演：鶴田真由)
- 非婚家族 (2001年7月5日 - 9月20日、主演：真田広之)
- 小早川伸木の恋（2006年1月12日 - 3月23日、主演：唐沢寿明）

テレビ朝日
- 柴門ふみセレクション (1992年10月12日 - 12月21日、主演：※オムニバス形式)
- 九龍で会いましょう (2002年4月12日 - 6月28日、主演：石田ゆり子)

BSテレ東
- 女ともだち (2020年4月12日 - 7月26日、主演：原沙知絵)

### 配信ドラマ
- 東京ラブストーリー （2020年春、FOD/Amazon Prime Video）

### 映画
- 新・同棲時代（1991年9月14日、ヘラルド・エース＝日本ヘラルド映画、※オムニバス形式）

## テレビ番組出演
- 情報プレゼンター とくダネ!（2010年3月29日 - ） - 月曜コメンテーター